# Döden går ombord
Döden går ombord (engelska: The Last of Sheila) är en amerikansk mysteriefilm från 1973 i regi av Herbert Ross. I huvudrollerna ses Richard Benjamin, Dyan Cannon, James Coburn, Joan Hackett, James Mason, Ian McShane och Raquel Welch.

## Handling
En mångmiljonärs fru, Sheila, dör i en smitningsolycka. Ett år efter olyckan samlar hennes man ihop ett antal människor som kände Sheila på sin lustjakt, där han arrangerar en skattjakt som visar sig vara mer allvar än lek.

## Rollista i urval
- Richard Benjamin - Tom Parkman
- Dyan Cannon - Christine
- James Coburn - Clinton Greene
- Joan Hackett - Lee Parkman
- James Mason - Philip Dexter
- Ian McShane - Anthony Wood
- Raquel Welch - Alice Wood
- Yvonne Romain - Sheila
- Pierre Rosso - Vittorio
- Serge Citon - Guido
- Roberto Rossi - Kapten